# National Book Award for Fiction

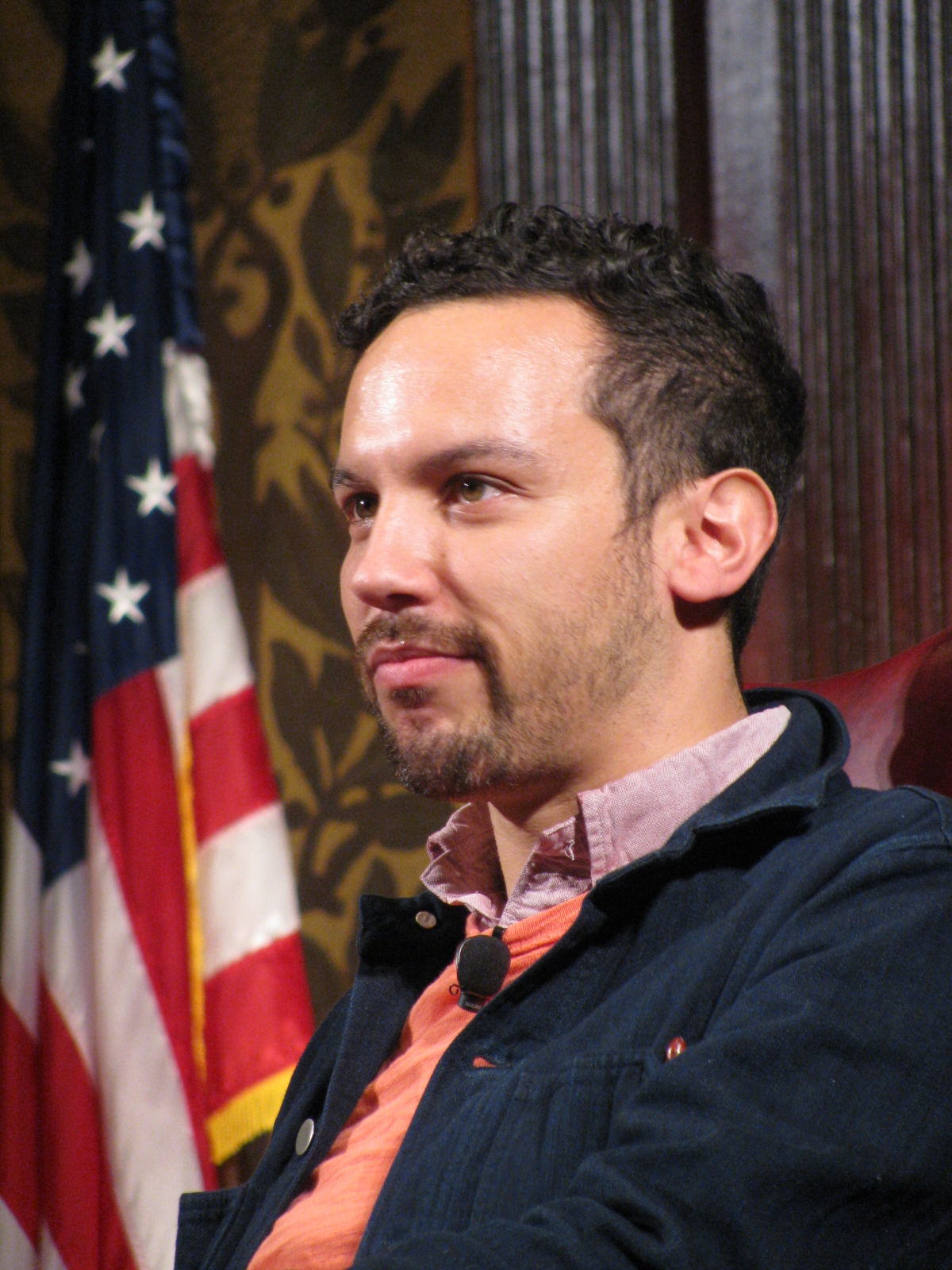
Preisträger 2023: Justin Torres (The Blackouts)

Der National Book Award für Belletristik (National Book Award for Fiction) wird seit 1950 für den besten Roman bzw. Kurzgeschichtenband vergeben.
Mit drei Siegen am häufigsten ausgezeichnet wurde Saul Bellow (1954, 1965, 1971), gefolgt von John Cheever (1958, 1981), William Faulkner (1951, 1955), William Gaddis (1976, 1994), Bernard Malamud (1959, 1967), Wright Morris (1957, 1981), Philip Roth (1960, 1995), John Updike (1964, 1982) und Jesmyn Ward (2011 und 2017).
Zwischen 1980 und 1983 wurden Preise für Bücher nach dem Format Hardcover und Paperback separat vergeben.

## Preisträger
| Jahr | Preisträger                 | Titel                                          | Deutscher Titel                                        |
| ---- | --------------------------- | ---------------------------------------------- | ------------------------------------------------------ |
| 1950 | Nelson Algren               | The Man With The Golden Arm                    | Der Mann mit dem goldenen Arm                          |
| 1951 | William Faulkner            | The Collected Stories of William Faulkner      | Erzählungen                                            |
| 1952 | James Jones                 | From Here to Eternity                          | Verdammt in alle Ewigkeit                              |
| 1953 | Ralph Ellison               | Invisible Man                                  | Der unsichtbare Mann                                   |
| 1954 | Saul Bellow                 | The Adventures of Augie March                  | Die Abenteuer des Augie March                          |
| 1955 | William Faulkner            | A Fable                                        | Eine Legende                                           |
| 1956 | John O’Hara                 | Ten North Frederick                            | Stolz und Leid                                         |
| 1957 | Wright Morris               | The Field of Vision                            |                                                        |
| 1958 | John Cheever                | The Wapshot Chronicle                          | Die lieben Wapshots / Die Wapshots                     |
| 1959 | Bernard Malamud             | The Magic Barrel                               | Das Zauberfass                                         |
| 1960 | Philip Roth                 | Goodbye, Columbus                              | Goodbye, Columbus                                      |
| 1961 | Conrad Richter              | The Waters of Kronos                           |                                                        |
| 1962 | Walker Percy                | The Moviegoer                                  | Der Kinogeher                                          |
| 1963 | J. F. Powers                | Morte D’Urban                                  | Gottes Schrift ist schwer zu lesen                     |
| 1964 | John Updike                 | The Centaur                                    | Der Zentaur                                            |
| 1965 | Saul Bellow                 | Herzog                                         | Herzog                                                 |
| 1966 | Katherine Anne Porter       | The Collected Stories of Katherine Anne Porter |                                                        |
| 1967 | Bernard Malamud             | The Fixer                                      | Der Fixer                                              |
| 1968 | Thornton Wilder             | The Eighth Day                                 | Der achte Schöpfungstag                                |
| 1969 | Jerzy Kosiński              | Steps                                          | Aus den Feuern                                         |
| 1970 | Joyce Carol Oates           | Them                                           | Jene                                                   |
| 1971 | Saul Bellow                 | Mr. Sammler’s Planet                           | Mr. Sammlers Planet                                    |
| 1972 | Flannery O’Connor           | The Complete Stories of Flannery O’Connor      |                                                        |
| 1973 | John Barth                  | Chimera                                        |                                                        |
| 1973 | John Williams               | Augustus                                       | Augustus                                               |
| 1974 | Thomas Pynchon              | Gravity’s Rainbow                              | Die Enden der Parabel                                  |
| 1974 | Isaac Bashevis Singer       | A Crown of Feathers and Other Stories          | Der Kabbalist vom East Broadway                        |
| 1975 | Robert Stone                | Dog Soldiers                                   | Unter Teufeln                                          |
| 1975 | Thomas Williams             | The Hair of Harold Roux                        |                                                        |
| 1976 | William Gaddis              | JR                                             | JR                                                     |
| 1977 | Wallace Stegner             | The Spectator Bird                             | Die Nacht des Kiebitz                                  |
| 1978 | Mary Lee Settle             | Blood Ties                                     |                                                        |
| 1979 | Tim O’Brien                 | Going After Cacciato                           | Die Verfolgung                                         |
| 1980 | John Irving (Paperback)     | The World According to Garp                    | Garp und wie er die Welt sah                           |
| 1980 | William Styron (Hardcover)  | Sophie’s Choice                                | Sophies Wahl / Sophie’s Entscheidung                   |
| 1981 | John Cheever (Paperback)    | The Stories of John Cheever                    | Der Schwimmer / Marcie Flints Schwierigkeiten          |
| 1981 | Wright Morris (Hardcover)   | Plains Song                                    |                                                        |
| 1982 | William Maxwell (Paperback) | So Long, See You Tomorrow                      | Also dann bis morgen                                   |
| 1982 | John Updike (Hardcover)     | Rabbit is Rich                                 | Bessere Verhältnisse                                   |
| 1983 | Alice Walker (Hardcover)    | The Color Purple                               | Die Farbe Lila                                         |
| 1983 | Eudora Welty (Paperback)    | Collected Stories of Eudora Welty              |                                                        |
| 1984 | Ellen Gilchrist             | Victory Over Japan: A Book of Stories          |                                                        |
| 1985 | Don DeLillo                 | White Noise                                    | Weißes Rauschen / Weisses Rauschen                     |
| 1986 | E. L. Doctorow              | World’s Fair                                   | Weltausstellung                                        |
| 1987 | Larry Heinemann             | Paco’s Story                                   |                                                        |
| 1988 | Pete Dexter                 | Paris Trout                                    | Tollwütig / Paris Trout                                |
| 1989 | John Casey                  | Spartina                                       | Der Traum des Dick Pierce                              |
| 1990 | Charles Johnson             | Middle Passage                                 | Die Überfahrt                                          |
| 1991 | Norman Rush                 | Mating                                         | Die Massnahme                                          |
| 1992 | Cormac McCarthy             | All the Pretty Horses                          | All die schönen Pferde                                 |
| 1993 | E. Annie Proulx             | The Shipping News                              | Schiffsmeldungen                                       |
| 1994 | William Gaddis              | A Frolic of His Own                            | Letzte Instanz                                         |
| 1995 | Philip Roth                 | Sabbath’s Theater                              | Sabbaths Theater                                       |
| 1996 | Andrea Barrett              | Ship Fever and Other Stories                   | Schiffsfieber                                          |
| 1997 | Charles Frazier             | Cold Mountain                                  | Unterwegs nach Cold Mountain                           |
| 1998 | Alice McDermott             | Charming Billy                                 | Irischer Abschied                                      |
| 1999 | Ha Jin                      | Waiting                                        | Warten                                                 |
| 2000 | Susan Sontag                | In America                                     | In Amerika                                             |
| 2001 | Jonathan Franzen            | The Corrections                                | Die Korrekturen                                        |
| 2002 | Julia Glass                 | Three Junes                                    |                                                        |
| 2003 | Shirley Hazzard             | The Great Fire                                 | Das große Feuer                                        |
| 2004 | Lily Tuck                   | The News from Paraguay                         | Die Geliebte des Diktators / Die französische Geliebte |
| 2005 | William T. Vollmann         | Europe Central                                 | Europe Central                                         |
| 2006 | Richard Powers              | The Echo Maker                                 | Das Echo der Erinnerung                                |
| 2007 | Denis Johnson               | Tree of Smoke                                  | Ein gerader Rauch                                      |
| 2008 | Peter Matthiessen           | Shadow Country                                 |                                                        |
| 2009 | Colum McCann                | Let the Great World Spin                       | Die große Welt                                         |
| 2010 | Jaimy Gordon                | Lord of Misrule                                | Der Lord des Chaos                                     |
| 2011 | Jesmyn Ward                 | Salvage the Bones                              | Vor dem Sturm                                          |
| 2012 | Louise Erdrich              | The Round House                                | Das Haus des Windes                                    |
| 2013 | James McBride               | The Good Lord Bird                             | Das verrückte Tagebuch des Henry Shackleford           |
| 2014 | Phil Klay                   | Redeployment                                   | Wir erschossen auch Hunde                              |
| 2015 | Adam Johnson                | Fortune Smiles: Stories                        | Nirvana                                                |
| 2016 | Colson Whitehead            | The Underground Railroad                       | Underground Railroad                                   |
| 2017 | Jesmyn Ward                 | Sing, Unburied, Sing                           | Singt, ihr Lebenden und Toten, singt                   |
| 2018 | Sigrid Nunez                | The Friend                                     | Der Freund                                             |
| 2019 | Susan Choi                  | Trust Exercise                                 | Vertrauensübung                                        |
| 2020 | Charles Yu                  | Interior Chinatown                             |                                                        |
| 2021 | Jason Mott                  | Hell of a Book                                 |                                                        |
| 2022 | Tess Gunty                  | The Rabbit Hutch                               | Der Kaninchenstall                                     |
| 2023 | Justin Torres               | The Blackouts                                  | Blackouts                                              |
| 2024 | Percival Everett            | James                                          | James                                                  |